# 5209 Oloosson
5209 Oloosson è un asteroide troiano di Giove del campo greco. Scoperto nel 1989, presenta un'orbita caratterizzata da un semiasse maggiore pari a 5,2010016 au e da un'eccentricità di 0,0508148, inclinata di 9,04511° rispetto all'eclittica.
L'asteroide è dedicato alla città di Olossone, alleata degli achei.